# Famille de Martin de Viviés
La famille de Martin de Viviés, anciennement Martin, est une famille subsistante de la noblesse française, originaire de l'Albigeois. Elle tint au XVIe siècle un rôle de premier plan dans la ville de Castres, et fut jusqu'à la Révolution française l'une des familles les plus importantes et les plus riches du Castrais.
On compte parmi ses membres des officiers, des membres de la maison militaire du roi, des ecclésiastiques, des hommes politiques.

## Origines
La famille de Martin était une famille de la bourgeoisie de Castres, qui s'agrégea à la noblesse par l'achat en 1543 par Antoine (de) Martin de la seigneurie de Roquecourbe avec droit de justice. Elle occupa au XVIe siècle des fonctions consulaires à Castres,,,.
Borel, dans ses Antiquités de Castres, livre II, chapitre VIII, reproduit une épitaphe qu'il dit être celle d'un prêtre de la famille de Martin. Cette épitaphe est ainsi conçue : Ego Jacob us Martinus, presbyler, eI discipuius réver endi m Christo patris, Slephani, cplscopi Castrensis, ex ejus concessione hune tumulum accepi, et hic expecto in pacc resurrectionem, anno 1382, cal. Augusti.
En 1457, Anne de Martin, fille de noble Jacques de Martin, seigneur de Montoulieu, épousa Pierre d'Auxilhon, et une autre fille, N. de Montpezat.
Antoine de Martin, consul de Castres, paya une partie de la rançon du roi François Ier, en achetant la seigneurie de Roquecourbe en 1543, dont la possession l'anoblit. Lors des guerres de Religion qui secouaient la région, Antoine de Martin joua un rôle majeur à Castres place forte du protestantisme, en tant que chef des catholiques. Alors que les grandes familles de Castres, comme les Bouffard, se sont converties au protestantisme, Antoine et les siens sont restés fidèles au catholicisme. Une rivalité naquit entre ces deux familles. Lors de la prise de Castres en 1574 par les protestants, Antoine défendit vaillamment Castres, alors que la cité venait d'être abandonnée par le gouverneur S. Félix. Le seigneur de Roquecourbe et ses partisans se retranchèrent dans sa demeure contre les remparts de la ville aux abords du moulin de Villegoudou. Grâce à ses mercenaires corses ils résistèrent avec courage aux assauts des réformés menés par Lagrange, l'ennemi intime d'Antoine. Le chef protestant victorieux et nouveau gouverneur de la ville, Guillot de Ferrières finit par faire incendier l'hôtel particulier de son rival, à la suite de la reddition de la dernière poche de résistance que constituaient Antoine de Martin et ses soldats. Il fut fait prisonnier et demanda la grâce pour ses hommes et pour sa famille. Les siens et cinquante de ses mercenaires corses eurent la vie sauve. Emprisonné par ses rivaux, ces derniers fixèrent sa rançon à 2 500 livres. Mais Antoine parvint à s'échapper en tuant un de ses geôliers. Malheureusement il fut repris et sa rançon fut alors doublée.
On trouve en 1587, le 17 janvier, une vente faite par noble Étienne Martin, du bien de Tréville, dont il était le possesseur, et de tous les droits qu'il avait sur les terres de la Pomarède, de Peyrens et d'Agraulet, aux seigneurs de Vaudreuil. Un acte du 24 août 1587, confirme cette vente. Un autre Étienne de Martin figure encore dans une pièce du 24 décembre 1595.
La famille de Martin fut maintenue noble en 1668, 1669 et 1718 sur preuves remontant à 1568.
La famille a donné des consuls, des conseillers généraux, des chevaliers de Malte, des militaires pendant plus de 14 générations.

## Branches
- de Martin de Viviés de Mailholas, fondée par Alexandre de Martin, capitaine au régiment de Chartres. Il effectua la campagne d'Italie
- de Martin de Viviés de Saint-Sulpice, en Poitou, formée par Louis-Étienne de Martin dit le chevalier Louis de Martin Duvivier de Saint-Sulpice, capitaine au régiment de Chartres, chevalier de l’ordre royal et militaire de Saint-Louis
- de Martin à Saint-Domingue formée par Jean-François de Martin, dit le chevalier de Viviés, capitaine au régiment de Navarre
- de Martin de Castelpers, en Aunis et à Saint-Domingue, formée par Jacques Grégoire de Martin de Viviés, dit Jacques Demartin, seigneur de Castelpers et de Viviers, lieutenant-colonel de Beauvoir, commandant des troupes à l’Amérique[réf. nécessaire], chevalier de l’ordre royal et militaire de Saint-Louis.

## Personnalités

### Sous l'Ancien Régime

#### Consulset juristes
- Pierre (de) Martin, marchand, second consul de Castres (1551-1552), trésorier du comté de Castres, député des consuls de Castres, premier consul de Lautrec, consul de Vielmur
- Antoine Martin, troisième consul de Castres a signé le traité de rattachement du comté de Castres à la couronne de France en 1521[réf. nécessaire]
- Martin Martin, député des consuls de Lautrec, élu député catholique pour rencontrer le roi en 1571[réf. nécessaire]
- Antoine Martin, docteur en droits et avocat, lieutenant du sénéchal de Castres
- Jacques Martin, avocat, notaire, mentionné comme Lieutenant régent a l'exercice de la cour royale et ordinaire du comté de Castres[réf. nécessaire], premier consul catholique de Castres, procureur fiscal des évêques et des consuls de Castres
- Guillaume Martin, juge, député[réf. nécessaire], premier consul de Lautrec, commissaire  de l'assemblée diocésaine
- François Martin, marchand, consul de Castres
- Antoine de Martin (1505-1568), premier consul de Castres, député de Castres aux États du Languedoc, il participa à payer la rançon du roi François Ier en achetant la  seigneurie de Roquecourbe[réf. nécessaire], en 1543 il devient noble à partir de ce moment[14]. Antoine de Martin estoit homme magnanime, d'un grand entendement, puissant en moyens et rentes...[15].

#### Militaires
- Antoine II de Martin, député de Castres et l'un des principaux créanciers de la ville de Toulouse pendant les guerres de Religion, il ne sera jamais remboursé[15]. Antoine de Martin, seigneur de Roquecourbe, en 1565. Il fut avec son fils Antoine l’un des chefs du parti catholique de Castres[réf. nécessaire]. Antoine de Martin, fils, fut fait prisonnier lors de la prise de Castres par les protestants, en 1574, et fut mis à la rançon, il réussit à s’échapper mais fut repris et sa rançon fut alors doublée[14].
- Pierre de Martin, officier dans l'armée catholique, il participe en 1621 au siège de Montauban, tenu par les Protestants.
- Louis de Martin
- Jean Joseph
- Georges de Martin de Mailholas (1703-1783), seigneur de Mailholas, de Castelpers et de Rieux, lieutenant de la Ferté-Imbault et capitaine au régiment de Chartres, a participé à la campagne d'Italie
- Joseph de Martin, « marquis » de Mailholas, coseigneur de Rieux-Volvestre, colonel de la garde nationale de Mailholas[réf. nécessaire], maire de Seysses
- Louis Étienne de Martin de Saint-Sulpice, lieutenant au régiment de Navarre, enseigne puis capitaine au régiment de Chartres, chevalier de l’ordre royal et militaire de Saint-Louis

- Jean-François de Martin (frère du précédent), lieutenant aux régiments de Chartres et de Navarre, capitaine d’infanterie, blessé durant la guerre après la campagne d'Italie
- Jacques-Grégoire de Martin de Castelpers, enseigne, lieutenant puis capitaine au régiment de Chartres, lieutenant-colonel de Beauvoir, commandant des troupes à l'Amérique[réf. nécessaire], chevalier de l’ordre royal et militaire de Saint-Louis.
- Alexandre de Martin, mousquetaire du roi, cornette de cavalerie, inspecteur des régiments de milices du diocèse de Lavaur[réf. nécessaire], l'un des cinq premiers gentilshommes du diocèse[16], colonel-propriétaire du Régiment de Viviés, avec lequel il participera à la guerre contre les camisards
- Louis Auguste Martin de Castelpers, propriétaire aux Cayes et à Torbeck, chevalier, capitaine aide-major du bataillon de milice des Cayes, entrepreneur de l'arrosement de la plaine des Cayes. Député des Cayes à l'Assemblée[17].
- Joseph de Martin, capitaine-commandant d’infanterie, chevalier de l’ordre royal et militaire de Saint-Louis, incarcéré pendant deux ans durant la Révolution française

### Depuis la Révolution française

#### Militaires
- Joseph de Martin de Viviés, maire de Viviers-lès-Montagnes, militaire, décoré de l’ordre du Lys
- Henri de Martin de Viviés, militaire français, école navale, enseigne de vaisseau, a fait les campagnes de Crimée et d'Italie, médailles d'Italie et valeur militaire de Sardaigne[réf. nécessaire], maire de Saint-Urcisse, élu conseiller d'arrondissement puis conseiller général du Tarn
- Pierre de Martin de Viviés, officier émigré, condisciple des généraux  de La Rochejaquelein, de Louis Marie Maximilien de Caffarelli du Falga, ainsi que du maréchal Géraud Christophe Michel Duroc, ses camarades[réf. nécessaire] sur les bancs de l'Ecole Militaire de Sorèze. Il est cité par Léontine de Villeneuve L'occitanienne de François-René de Chateaubriand dans ses mémoires[réf. nécessaire].
- Paul de Martin de Viviés, ancien élève de l'école polytechnique, capitaine d'artillerie, maire de Tauriac, inventeur, il perfectionna notamment le monde du cyclisme grâce à ses inventions comme le perfectionnement du procédé de la rétro-directe[réf. nécessaire][18]
- Auguste de Martin de Viviés, capitaine d'état-major affecté au 13è Régiment d'Artillerie, chevalier de la Légion d'honneur[19].
- Othenin Xavier Joseph de Martin de Viviés, lieutenant de cavalerie au 15è régiment d'infanterie, chevalier de la Légion d'honneur[20].
- Xavier Charles de Martin de Viviés, chef d'escadron au 14è régiment de dragons, officier de la Légion d'honneur[21].
- Jean de Martin de Viviés, lieutenant d'artillerie, fait prisonnier en 1940 lors de la bataille de Dunkerque, il est déporté en Allemagne dans le camp Oflag II-D[22].
- François-Xavier de Martin de Viviés, lieutenant durant la Guerre d'Algérie, entré en religion, il deviendra curé d'Ouvéa. Il sera impliqué dans l'affaire de la grotte d'Ouvéa en 1988 en tant que défenseur du peuple kanak[23].
- Arnaud de Martin de Viviés, ESM Saint-Cyr, colonel des troupes de Marine, ambassadeur de l'ordre souverain de Malte en Côte d'Ivoire[24].

#### Industriels
- Timoléon de Martin de Viviés, chef d'entreprise à Mazamet durant les révolutions industrielles et l'essor de l'activité liée au textile
- Georges de Martin de Viviés, président de la chambre d'agriculture du Tarn et de plusieurs fédérations agricoles[réf. nécessaire]
- Patrice de Martin de Viviés, diplômé de l'ESSEC, ENSCP, IHEDN, Stanford University. Conseiller du commerce extérieur (1989-2015). Vice président de l'Association française du Gaz (2002-2005). Directeur du gaz à la Commission de régulation de l'énergie (2002-2005). Senior Advisor à la Banque Mondiale[25]. directeur pour l'Europe du nord au sein du groupe pétrolier français Total[réf. nécessaire]

#### Météorologue
- Paul de Martin de Viviès, météorologue et explorateur.

#### Prêtre
- Pierre de Martin de Viviés, prêtre sulpicien, enseignant à l'Université catholique de Lyon[26].

#### Personnalités
- Timoléon de Martin de Viviés, industriel, maire de Viviers-lès-Montagnes pendant 29 ans[réf. nécessaire]. Fondateur de plusieurs associations caritatives, président de la société de secours mutuel de Saint-Roch, cofondateur du cercle d'ouvriers catholiques de Castres. Cofondateur de la société Saint-Vincent-de-Paul, président de la société de secours mutuel de Saint-François-Xavier de Castres, président de la société centrale de chasseurs de l'arrondissement de Castres, membre fondateur de la société des courses de Carcassonne, membre titulaire de la Société internationale des études pratiques d'économie sociale, président du comité électoral légitimiste de l’arrondissement de Castres, membre du comité monarchiste du Tarn. Il épouse Jeanne de Pins, fille de Paul de Pins et de Mathilde de Riquet de Caraman elle-même fille de Maurice Gabriel de Riquet de Caraman et petite-fille de Victor Maurice de Riquet de Caraman. Timoléon de Martin de Viviés fut décoré chevalier de l'ordre de Saint-Grégoire-le-Grand par le pape Léon XIII[réf. nécessaire].
- Paul de Martin de Viviés, météorologue
- Pierre de Martin de Viviés, prêtre sulpicien, enseignant à l'Université catholique de Lyon[26].

## Terres
- Marquisat de Mailholas (Haute-Garonne) ; Vicomté de Monclar-de-Quercy ; Baronnie de Roquecourbe ; Viviers-lès-Montagnes ; Saint Étienne de Cahuzac ; Les Avalats ; Sainte Foy (Castres) ; Castelpers ; Saint Sulpice ; Burens ; Salins ; Valéry ; Lanause ; Aranthon ; etc.
- Co-seigneuries : Rieux-Volvestre (Haute-Garonne) ; Vicomté de Lautrec

## Possessions

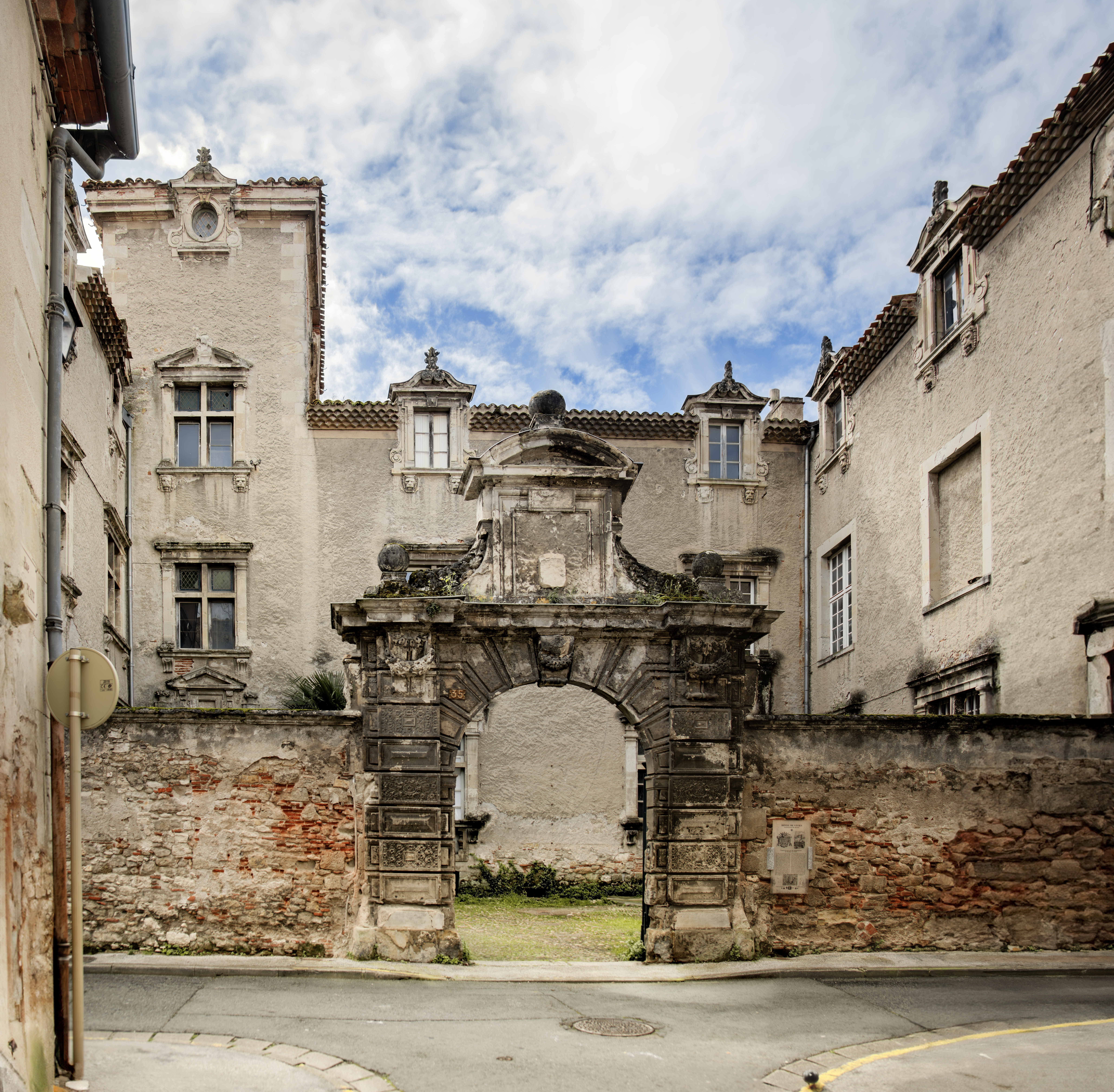
Hôtel de Viviés à Castres

- Château de Perigny (Charente-Maritime) ; château  de Saint-Urcisse ; château de Tauriac ; château de Roquecourbe ; château de Mailholas ; château des Avalats ; château de Larrart ; château de Laffite ; château de Lacoste ; château de Viviers-lès-Montagnes ; château de Cabrilles (Lautrec) ; château de Monclar-de-Quercy
- Hôtel de Rocquecourbe à Castres ; Hôtel de Viviés à Castres ; Hôtel de Martin à Castres ; Hôtel de Bertier à Rieux-Volvestre ; Hôtel de Castelpers à La Rochelle ; Hôtel de Castelpers à Fontenay-le-Comte

## Armes, titres

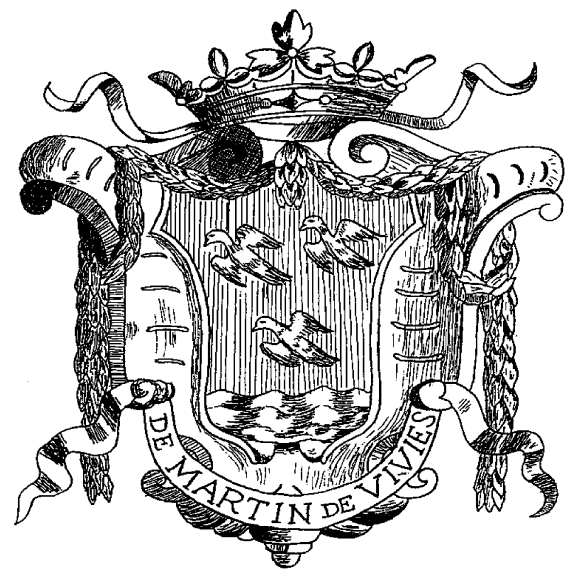
Blason de la famille de Martin de Viviés

- De gueules 3 alérions d'or volant sur trois ondes de même posés 2 et 1
- Devise : Auxilium meum a domino
- Titre : marquis (titre de courtoisie)

## Alliances
Les principales alliances de la famille de Martin de Viviés sont : de Bonne, de Bengy, de Roquemaurel, de Lucy, de Vries, de Roquefeuil, de Pins, Falentin de Saintenac, Dutheil de La Rochère, de Rodat (1947), de Montfaucon, de Lordat, Arago, de Savenelle de Grandmaison, d'Imbert de Corneillan, de Bertier, d'Auriol, de Sabatery, de Béringuier, de La Prune-Montbrun, Dupuy, de Thomas, Houette-Exelmans, Carnus, de Sèze (2007)[réf. nécessaire].

## Postérité
- Base Martin-de-Viviès (1972), sur l'île d'Amsterdam dans les Terres australes et antarctiques françaises, en souvenir de Paul de Martin de Viviés (1908-1971)